# NScripter

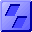

NScripter는 일본의 다카하시 나오키가 개발한 어드벤처 게임용 게임 엔진이다. 키리키리와 함께 많은 게임 회사로부터 마이크로소프트 윈도우에서 작동되도록 프로그래밍되어 있고, 상용 엔진이 아니기에 자유롭게 사용할 수 있지만, 자유 소프트웨어와 같이 소스가 공개된 프로그램은 아니다.
현재 윈도 이외의 다른 플랫폼에서 작동하는 SDL 기반의 ONScripter가 개발되어 있다. 이것은 매우 광범위한 플랫폼(리눅스, BSD(NetBSD, FreeBSD), 드림캐스트, 플레이스테이션 3, OS/2, PSP, 아이팟)을 지원하고 있다.
NScripter를 기반으로 한 잘 알려진 게임으로는 월희, 쓰르라미 울 적에 등이 있다.

## 같이 보기
- 키리키리